# Mathématiques de la Grèce antique

Illustration de la preuve d'Euclide du théorème de Pythagore.

Les mathématiques de la Grèce antique sont les mathématiques développées en langue grecque, autour de la mer Méditerranée, durant les époques classique et hellénistique. Elles couvrent ainsi une période allant du VIe siècle av. J.-C. jusqu'au Ve siècle de notre ère.
Les mathématiques hellénistiques incluent toutes celles écrites en grec. Elles englobent donc les mathématiques égyptiennes et babyloniennes d'une grande partie de cette époque.
Les mathématiques de la Grèce antique sont de grande importance dans l'histoire des mathématiques, puisque c'est avec elles qu'apparaissent les fondements du raisonnement mathématique et de la géométrie, et avec elles aussi que la méthode axiomatique voit le jour. Elles ont par ailleurs défini les premières bases de la théorie des nombres et des mathématiques appliquées et se sont approchées de la notion d'intégrale. 
Il faut néanmoins noter que les Mésopotamiens et les Egyptiens étaient bien en avance sur les Grecs, au début de la période mentionnée ci-dessus, dans le domaine des mathématiques appliquées. Quant à la notion d'intégrale, même sa notion était inapprochable par les anciens Grecs, car l'infini leur posait trop de problèmes (La notion moderne de l'infini est apparue avec Leibniz). Quant au calcul par la Méthode d'exhaustion  il est parfois faussement assimilé à un embryon d'intégrale

## Le système numérique
En Grèce, le nombre est né de la cité. En effet, dans son organisation, mais aussi dans la poésie ou encore l'architecture, le nombre est le révélateur d'une nouvelle prise sur le réel??? qui va de pair avec l'élaboration de la cité.
Le système grec est décimal additif. Dans la cité s'élabore au VIIe siècle une numération de type acrophonique, c’est-à-dire que les signes sont empruntés à la première lettre du nom du nombre. Par exemple, déka, 10, s'écrit d. La numération comporte une double série de signes : des signes simples, qui, sauf pour l'unité, sont la première lettre du nom du nombre correspondant, et des signes composés pour les multiples de 5.
Vers -400 apparait une numération alphabétique.

## Calculateurs

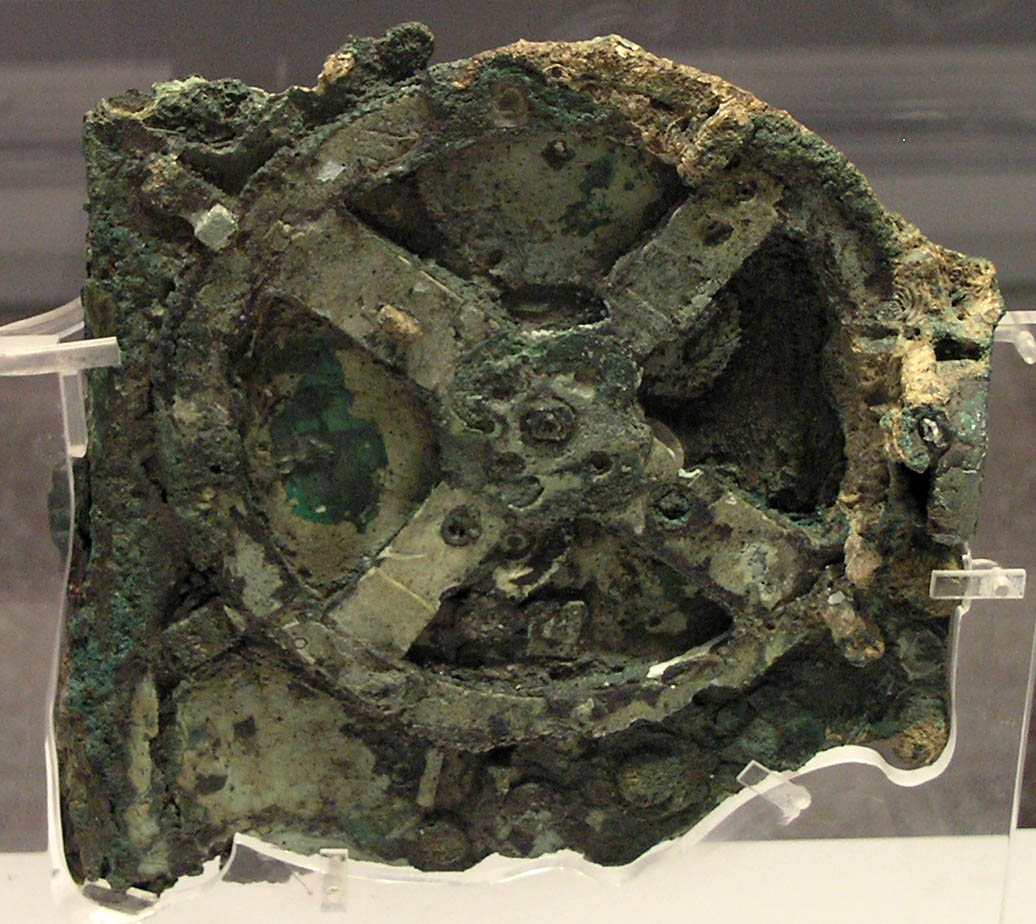
Machine d'Anticythère, retrouvée dans une épave romaine coulée il y a plus de 2000 ans en Grèce.

Le 9 juin 2006, des scientifiques ont identifié la machine d’Anticythère vieille de plus de 2 000 ans comme étant le plus ancien calculateur analogique ; son mécanisme permet de calculer la position de certains astres, tels que le Soleil et la Lune, de prédire leurs éclipses et même la couleur qu'aurait la lune lors de l'éclipse (c'est-à-dire noir ou rouge-noir selon les indications en grec relevées qui ont été vérifiées). Le mécanisme est basé sur les cycles de progression issus de l'arithmétique babylonienne (une des roues compte 223 dents, nombre dont on sait par les tablettes d'argile retrouvées par les archéologues qu'il avait été identifié par les astronomes babyloniens environ 300 ans plus tôt, et qu'il correspond à un cycle de 18 années lunaires permettant de prédire les éclipses. Un peu plus tard, au IIe siècle av. J.-C., Hipparque a développé une théorie pour expliquer les irrégularités du mouvement lunaire à cause de son orbite elliptique. Cette irrégularité est reproduite par le décentrement d'un engrenage dans la machine.
Outre une échelle en spirale reprenant les 223 mois du cycle de Saros, le mécanisme décrit (en années) la période « Exeligmos » de 54 ans (cycle des éclipses à propriétés et « localisations » comparables).
Le naufrage est daté des alentours de 87 av. J.-C. La machine est antérieure à ce naufrage. En dépit de sa complexité, elle constitue le plus vieux des mécanismes à engrenages connus.
Les écrits de Cicéron évoquent deux machines semblables.
La première, construite par Archimède, se retrouva à Rome grâce au général Marcus Claudius Marcellus. Le militaire romain la ramena après le siège de Syracuse en 212 av. J.-C., où le scientifique grec trouva la mort. Marcellus éprouvait un grand respect pour Archimède (peut-être dû aux machines défensives utilisées pour la défense de Syracuse) et ne ramena que cet objet du siège. Sa famille conserva le mécanisme après sa mort et Cicéron l'examina 150 ans plus tard. Il le décrit comme capable de reproduire les mouvements du Soleil, de la Lune et de cinq planètes :
« hanc sphaeram Gallus cum moveret, fiebat ut soli luna totidem conversionibus in aere illo quot diebus in ipso caelo succederet, ex quo et in [caelo] sphaera solis fieret eadem illa defectio, et incideret luna tum in eam metam quae esset umbra terrae, cum sol e regione » Cicero, De Re Publica I 22.
Si Cicéron ne se trompait pas, cette technologie existait dès le IIIe siècle av. J.-C.
Cicéron mentionne également un objet analogue construit par son ami Posidonios (Cicero, De Natura Deorum II.88)
Les deux mécanismes évoqués se trouvaient à Rome, cinquante ans après la date du naufrage de l'épave d'Anticythère. On sait donc qu'il existait au moins trois engins de ce type. Par ailleurs, il semble que la machine d'Anticythère s'avère trop sophistiquée pour ne constituer qu'une œuvre unique.

## Mathématiciens

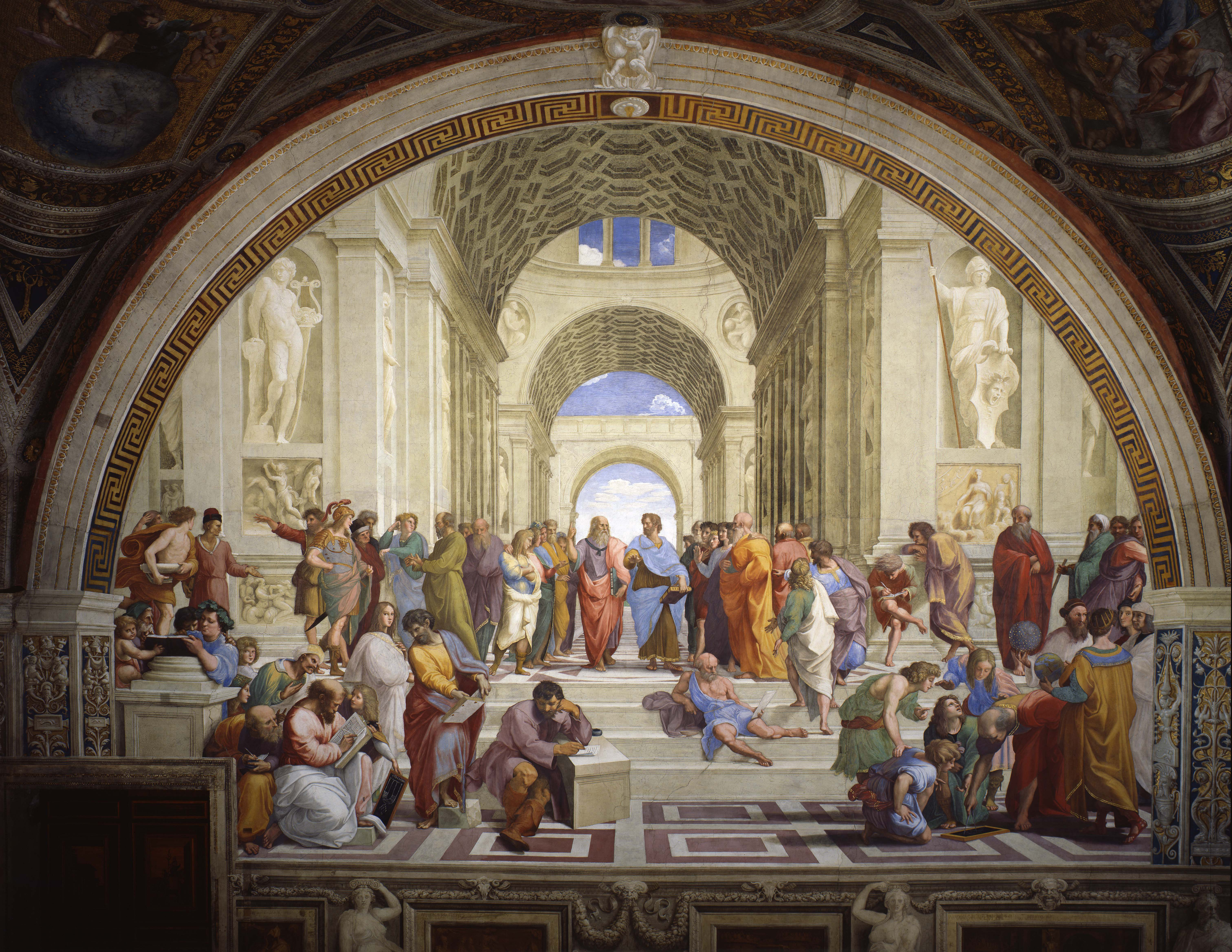
L'École d'Athènes de Raphaël.

Parmi les mathématiciens les plus connus, on compte Euclide, Pythagore, Archimède, Zénon, Ptolémée et Diophante. Toutefois, l'école pythagoricienne à elle seule compte de nombreux autres mathématiciens dont les travaux sont connus sous le nom de Pythagore.